# Советская нефть (танкер)
Советская нефть — советский нефтеналивной танкер французской постройки. Стал широко известен после спасения 400 человек с борта загоревшегося французского пассажирского судна «Жорж Филиппар» 17 мая 1932 года.

## Устройство
«Советская нефть» был одни из двух однотипных танкеров, заказанных в 1927 году Нефтяным синдикатом СССР по рекомендации выдающегося кораблестроителя академика Алексея Крылова на французской верфи Chantiers Navals Francais в Бленвиль-сюр-Орн, Нормандия. Оба корабля — «Нефтесиндикат СССР» и «Советская нефть», строились по подобию крупнейшего на тот момент танкера Saint Boniface грузоподъёмностью в 12 000 тонн, построенного на той же самой верфи CNF.
Внешне, это были типичные для своего времени танкеры с 2 надстройками: одна располагалась в корме судна, вместе с машинным отделением, где находились каюты команды и вторая- в середине над грузовыми танками, где размещались рулевая и штурманская рубки, каюты комсостава и другие помещения.
Для транспортировки нефтепродуктов, суда были оснащены 18 танками, в дополнение к ним, танкеры были оборудованы сухогрузным трюмом на 1000 т груза, двумя погрузочными стрелами и грузовыми лебёдками. Оригинальным конструкторским решением было то, что вспомогательные механизмы (шпили, лебёдки, грузовые помпы и вентиляторы) имели не электрические, а «паровоздушные» (пневматические) привода. Пар, питавший данные механизмы, отбирался от компрессоров дизелей, а также вырабатывался двумя вспомогательными паровыми котлами. Данное решение позволило повысить пожарную безопасность танкеров. Суда приводились в движение двумя двухтактнымии швейцарскими дизельными двигателями 4S-60 фирмы Sulzer AG по 1 400 л. с. каждый, благодаря которым они могли развивать скорость в 11 узлов.

## Служба
Судно вступило в строй в апреле 1929 года. В декабре 1929 года танкер участвовал в снабжении топливом Практического отряда Морских сил Балтийского моря в составе линейного корабля «Парижская коммуна» и крейсера «Профинтерн» при их переходе с Балтийского в Чёрное море. После этого, судно включили в состав флота треста «Союзнефть», c портом приписки в Одессе. «Советская нефть» стала совершать регулярные рейсы по перевозке топлива в порты советского Дальнего Востока.

### Пожар на «Жорж Филиппар»
В ночь с 16 на 17 мая 1932 года, танкер шёл в Индийском океане неподалёку от Аденского залива, находясь на обратном пути из Владивостока. После двух часов ночи, неподалёку от мыса Гвардафуй, на танкере приняли сообщение от смотрителя маяка о наблюдении им неизвестного горящего судна. Одновременно с этим, вахтенные матросы танкера обнаружили яркую точку на дистанции около 15 миль. Несмотря на то, что судно не прошло дегазацию и в танках оставались пары бензина, капитан танкера Алексеев принял решение идти на помощь.
Приблизившись к объекту, советские моряки обнаружили, что это охваченный пожаром французский пассажирский теплоход «Жорж Филиппар». Лайнер не подавал сигналов SOS и не отвечал на запросы по радио. Команда «Советской нефти» оперативно привела в готовность шлюпки и все доступные средства пожаротушения, достали спасательные нагрудники, спустили за борт штормтрапы. Для оказания медицинской помощи был подготовлен судовой лазарет и оборудованы временные пункты приёма раненых и пострадавших, под которые были временно приспособлены красный уголок, кубрик-столовая и большие каюты, обеспеченные всем необходимым.
В 4:00 танкер прибыл на место происшествия и начал операцию по спасению при сильном ветре и волнении моря в 5-6 баллов. В 4:30 на судно вернулась первая отправленная с танкера шлюпка, которой командовал второй помощник капитана В. Шабля. Первыми спасёнными были семь пассажиров, которым огонь отрезал из кают путь на верхнюю палубу, что вынудило их выброситься из иллюминаторов. Из-за нехватки шлюпок на танкере, для эвакуации людей стали задействовать спущенные ранее лодки с «Жоржа Филиппара».
Спасательная операция завершилась около 8 утра. За это время, команда «Советской нефти» сняла с горящего теплохода и подняла из воды 438 человек, включая 30 детей и 72 обожжённых и раненых. Прибывшие позднее к месту аварии английские торговые суда «Контрактор» и «Мехсуд» спасли ещё 260 человек. Последним в шлюпку «Советской нефти» спустился капитан лайнера Антон Вик, получивший сильные ожоги лица и ног. Через сутки после катастрофы все спасённые были переданы с танкера на подошедшее пассажирское судно «Андре Лебон».
За спасение пассажиров и команды «Жоржа Филиппара», представитель компании-владельца судна Messageries Maritimes вручил капитану «Советской Нефти» Александру Алексееву именной секстан и золотые часы. Французское правительство наградило всех членов экипажа танкера именными золотыми и серебряными медалями «За самоотверженность и храбрость», а Алексеева — орденом Почётного легиона. Кроме того, по решению правительства Франции, «Советская нефть» получила бессрочное право беспошлинного захода во все французские порты как в метрополии, так и в колониях.
На родине также не обошли вниманием подвиг команды танкера — по возвращении в Туапсе, экипаж танкера получил золотой знак «Союзвода», Почётную грамоту и судовую библиотеку.

### В годы войны
7 июля 1941 года «Советская нефть» была включена в состав Черноморско-Азовского бассейнового управления из Ростова, позднее мобилизована в состав военно-морского флота в качестве вспомогательного судна Черноморского флота. Судно активно использовалось для доставки топлива и иных грузов, задействовалось для эвакуации раненых, гражданского населения, материальных ценностей и крупнотоннажного промышленных оборудования.
23 октября 1941 года танкер следовал в составе конвоя под эскортом из минных тральщиков и сторожевых катеров. При прохождении Феодосийского залива, в районе мыса Киик-Атлама, В 6 часов 58 минут конвой подвергся атаке одиночного торпедоносца Heinkel He-111 из состава 6./KG26. Торпеда поразила судно в левый борт в район между средней надстройкой и кормой. В образовавшуюся пробоину поступило 2 160 тонн воды, но танкер не потерял ход и в 8:15 утра самостоятельно прибыл в Феодосию. 28 октября, после наскоро проведённого ремонта, танкер прибыл в Севастополь, где выгрузил находившееся на борту топливо. В обратный рейс танкер был наполнен 5000 тонн мазута, 500 тоннами затаренного авиационного масла, взял на борт 2950 эвакуируемых и более 42 автомобилей, и отбыл 7 ноября в Туапсе, достигнув пункта назначения 9 числа. Там после разгрузки танкер встал на полноценный ремонт. В марте 1942, находившийся в доке Туапсинского судоремонтного завод корабль был поражён двумя немецкими авиабомбами, что потребовало буксировки корабля в Батум для дальнейшего ремонта.
В июле-августе 1942 г. танкер использовался в качестве баржи для перевозки грузов из Батума в Новороссийск и обратно. В 1943 году, с целью обезопасить стоянку судов в устье реки Хопи, повреждённые танкеры «Советская нефть» и «Иосиф Сталин» были посажены на грунт параллельно друг другу. С 18.04.1942 г. до 21.03.1944 г. числился в составе Черноморского флота в качестве военизированного судна.
Летом 1944 танкер был поднят и 25 сентября 1944 снова включён в состав пароходства «Совтанкер». 25 октября 1944 года «Советская нефть» стала первым танкером, пришедшим в освобождённую Одессу, доставив груз авиационного бензина. В течение следующих шести месяцев до окончания войны, судно осуществляло доставку румынской нефти из порта Констанцы в различные черноморские порты СССР.

### Послевоенная служба
После окончания Великой Отечественной войны танкер вернулся к своей прежней работе — перевозке нефти и нефтепродуктов с Чёрного моря на советский Дальний Восток.
19 декабря 1947 года, «Советская нефть» получила серьёзные повреждения в результате взрыва в бухте Нагаева парохода «Генерал Ватутин» (типа Liberty) — по неустановленной причине, на пароходе сдетонировал груз взрывчатки, перевозившейся для горных работ (в трюме было 800 тонн тротила). Половина экипажа танкера получили ранения разной степени тяжести и контузии, но обошлось без жертв.
В 1953 году танкер был приписан к Дальневосточному морскому пароходству, где ещё «Советская нефть» отработала 13 лет. 31 декабря 1966 года судно было передано на баланс Главного управления рыбной промышленности. Ещё через 12 лет, судно перешло к Владивостокскому морскому рыбному порту как бункеровщик судов рыбной промышленности.
В 1984 году, после 55 лет службы, танкер «Советская нефть» был списан и разделан на металл.